# Silverberberis
Silverberberis (Berberis candidula) är en berberisväxtart som beskrevs av Camillo Karl Schneider. Silverberberis ingår i släktet berberisar, och familjen berberisväxter. Inga underarter finns listade i Catalogue of Life.